# Tillandsia mooreana
Tillandsia mooreana är en gräsväxtart som beskrevs av Lyman Bradford Smith. Tillandsia mooreana ingår i släktet Tillandsia och familjen Bromeliaceae. Inga underarter finns listade i Catalogue of Life.